# Landwind
Landwind è una casa automobilistica cinese, di proprietà della Jiangling Motor Holding (JMH), a sua volta una joint venture tra la Aiways (50%), Jiangling Motors Corporation Group (25%) e Chang'an Motors (25%).

## Storia

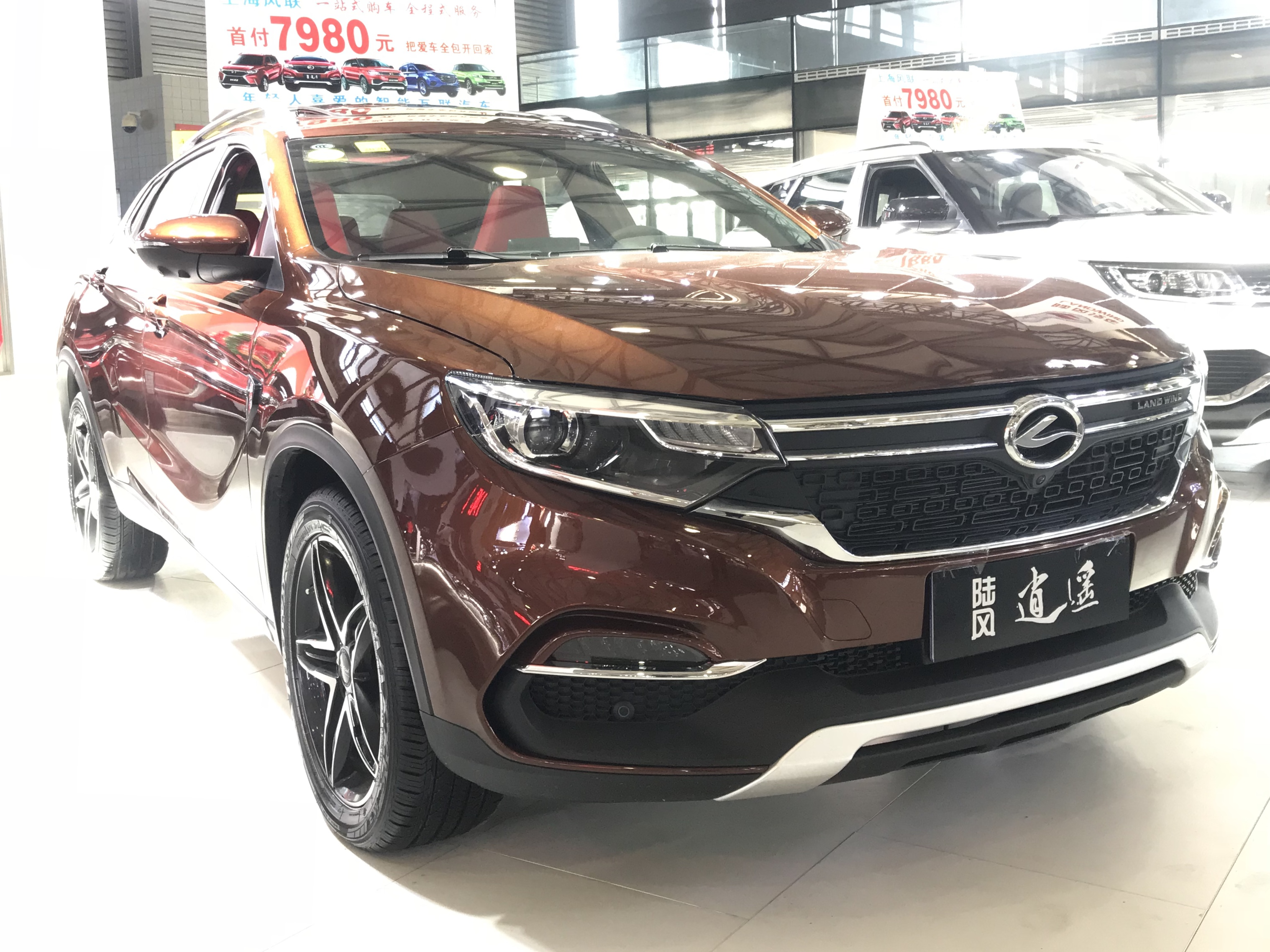
Landwind Xiaoyao

Le origini della Landwind risalgono al 1998 quando l'allora presidente della Jiangling Motors Corporation Group, Sun Min, fondò la Lufeng (Landwind) Automobile. La sua intenzione era quella di creare un marchio indipendente per rafforzare lo sviluppo tecnico della JMCG e ridurre la dipendenza da Ford e Isuzu. Le automobili sarebbero state progettate da Lufeng e la produzione sarebbe stata effettuata sulle linee di produzione di Isuzu. Ford si oppose al progetto e alla fine fu abbandonato. Landwind venne in seguito fondata nel novembre 2004 dalla Jiangling Motor Holding.

## Modelli
La gamma della Landwind comprende i modelli:
- Landwind X2 (2017-)
- Landwind X5 (2013-)
- Landwind X8 (2009-)
- Landwind Xiaoyao (2018-)
- Landwind Rongyao (2019-)

I modelli precedentemente prodotti e fuori produzione sono:

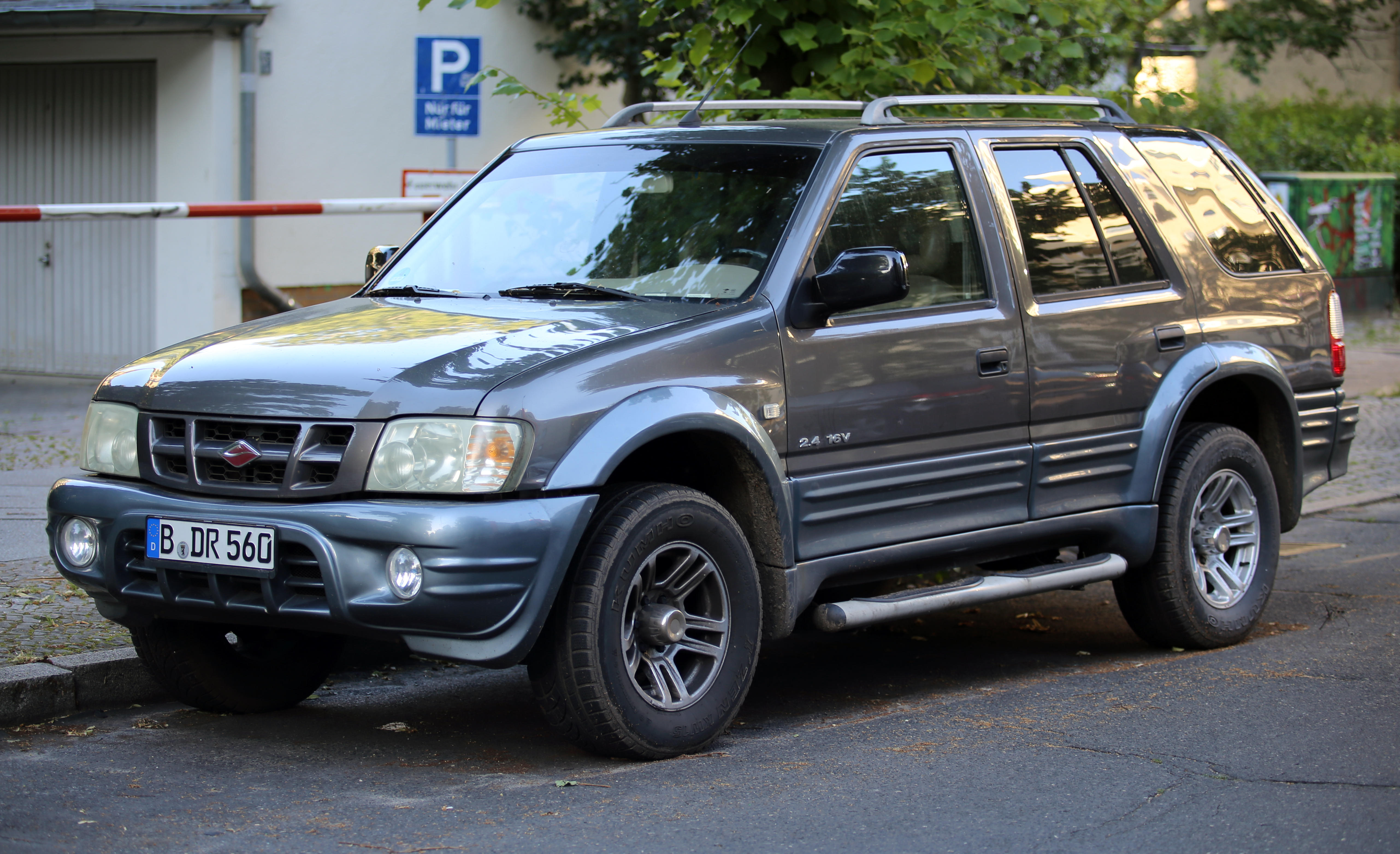
Landwind X6

- Landwind X6 (2005-2016)
- Landwind X7 (2015–2019)
- Landwind X9 (2001-2009)
- Landwind CV9 (2005-2011)
- Landwind Forward (2006-2011)

## Controversie

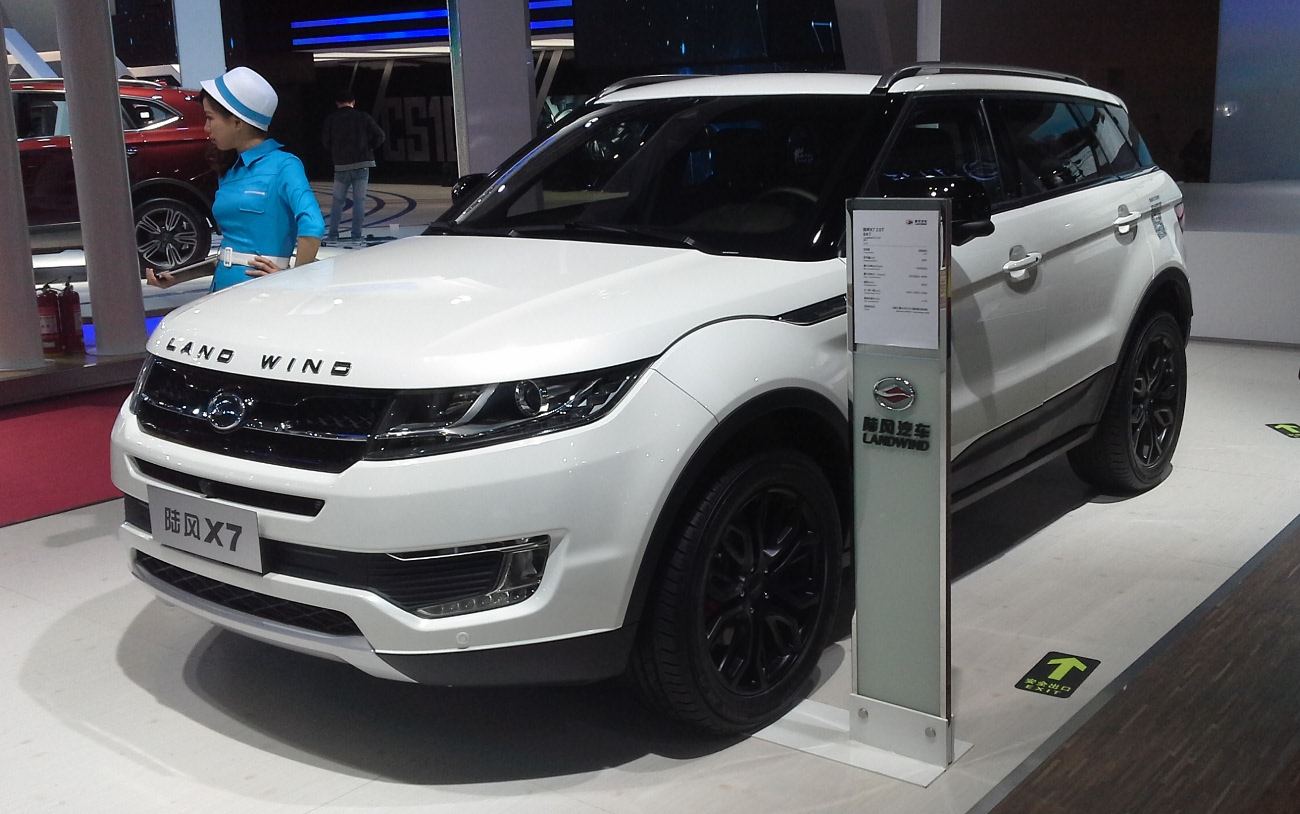
Landwind X7

Nel 2005, quando la Jiangling Motor Holding registrò il nome in lingua inglese del marchio come Landwind, la Jaguar Land Rover (JLR) presentò una denuncia all'Unione Europea, sostenendo che il nome era troppo simile a Land Rover. Nel 2011 la denuncia è stata respinta.
Nel 2016, sempre la JLR ha citato in giudizio la Jiangling Motor Holding presso il tribunale distrettuale di Chaoyang di Pechino per concorrenza sleale e violazione del diritto d'autore, in quanto il design della Landwind X7 era una copia della Land Rover Evoque. Nel 2019, la Corte ha archiviato il caso di violazione del diritto d'autore, poiché sia le istanze della Jiangling Holding che della JLR sulla rivendicazioni della proprietà intellettuale per il veicolo erano state presentate in modo improprio e non erano valide secondo ordinamento cinese. Per quanto riguarda il caso di concorrenza sleale, la Corte si è pronunciata a favore della JLR e ha bloccato la produzione e la vendita della X7.